# 미국 독립 200주년 기념 우표

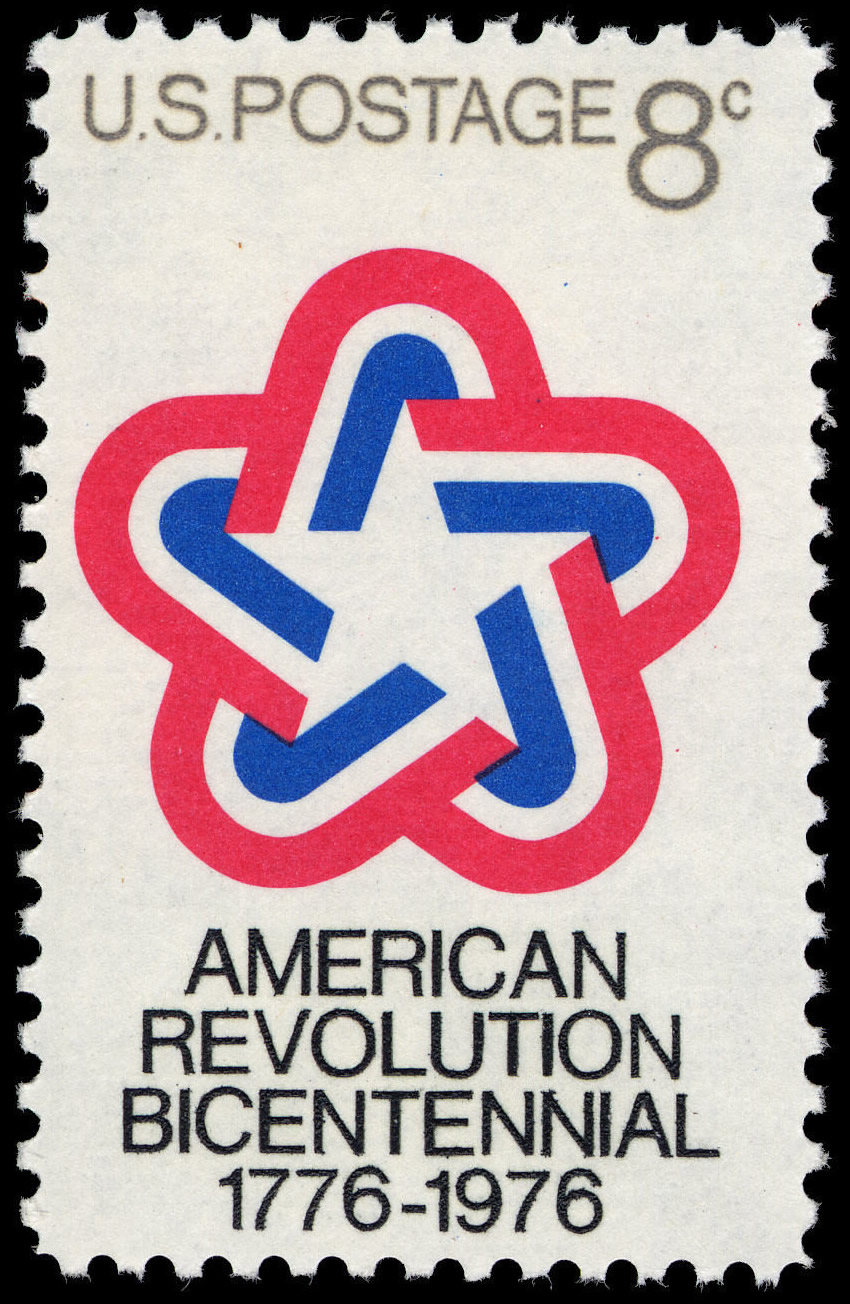
독립 200주년 기념 시리즈의 첫 우표는 1970년에 브루스 N. 블랙번이 디자인했다.

독립 200주년 기념 시리즈는 길고 다양한 미국의 기념 우표 시리즈였다.
이 시리즈는 1971년 7월 4일 독립 200주년 기념 행사의 로고를 담은 우표 발행으로 시작하여 1983년 9월 2일 파리 조약 기념 우표로 마무리되었다. 많은 우표들이 독립 200주년 로고를 디자인 요소로 사용하거나 "US BICENTENNIAL" 또는 "BICENTENNIAL ERA"라는 문구를 포함했지만, 모든 우표가 그렇지는 않았다.
초기 발행 후, 1974년까지는 몇몇 우표만 추가로 발행되었다. 매년 4개의 우표가 발행되었는데(보통 매년 7월 4일): 1972년에는 식민지 장인들을 기리고; 1973년에는 식민지 통신을; 1974년에는 제1차 대륙회의를 기렸다. 또한, 1973년에는 보스턴 차 사건의 200주년을 기념하여 4개의 우표 묶음이 발행되었다.
1975년, 혁명 전쟁 시작 200주년을 맞아 이 시리즈는 본격적으로 활성화되었다. 비교적 잘 알려지지 않은 "대업에 기여한 인물들"을 기리는 4개의 우표가 발행되었으며, 이들 중 가장 잘 알려진 인물은 하임 솔로몬이었다. 7월 4일에는 혁명 전쟁 군복을 보여주는 4개의 우표 묶음이 발행되었고, 렉싱턴 콩코드 전투 200주년을 맞아 표준화된 세트가 시작되었다. 이 세트는 기념된 사건을 묘사한 그림의 세부 사항과 사건의 이름 및 연도, 그리고 US BICENTENNIAL XX Cents(10에서 20 사이)를 표시했다. 이 "그림" 형식은 6월의 벙커 힐 전투 발행으로 이어졌다.

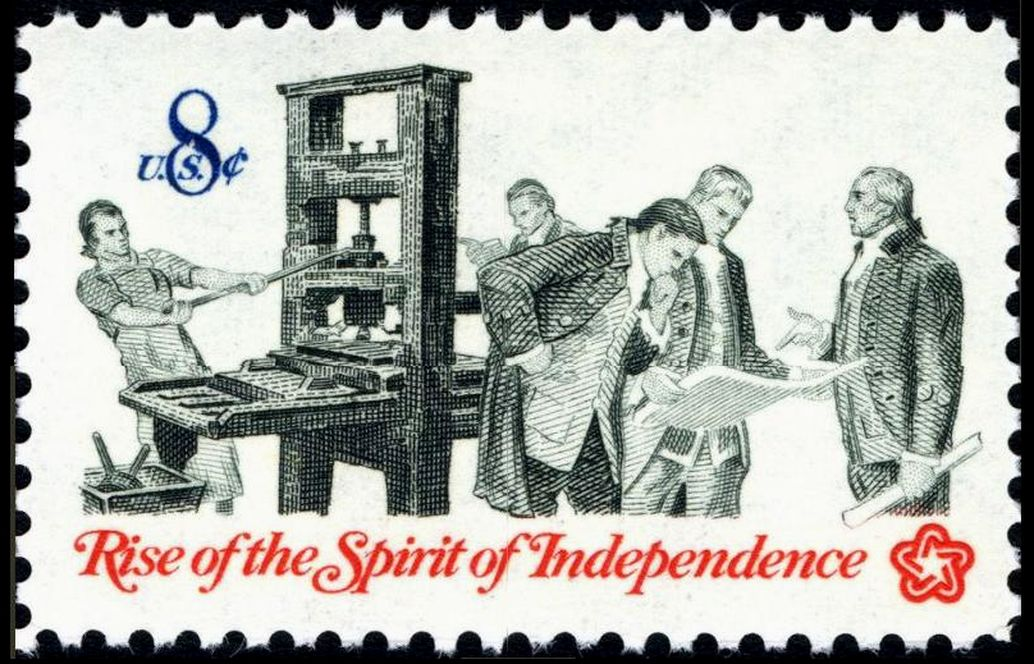
1973 독립 정신의 부상 기념 발행
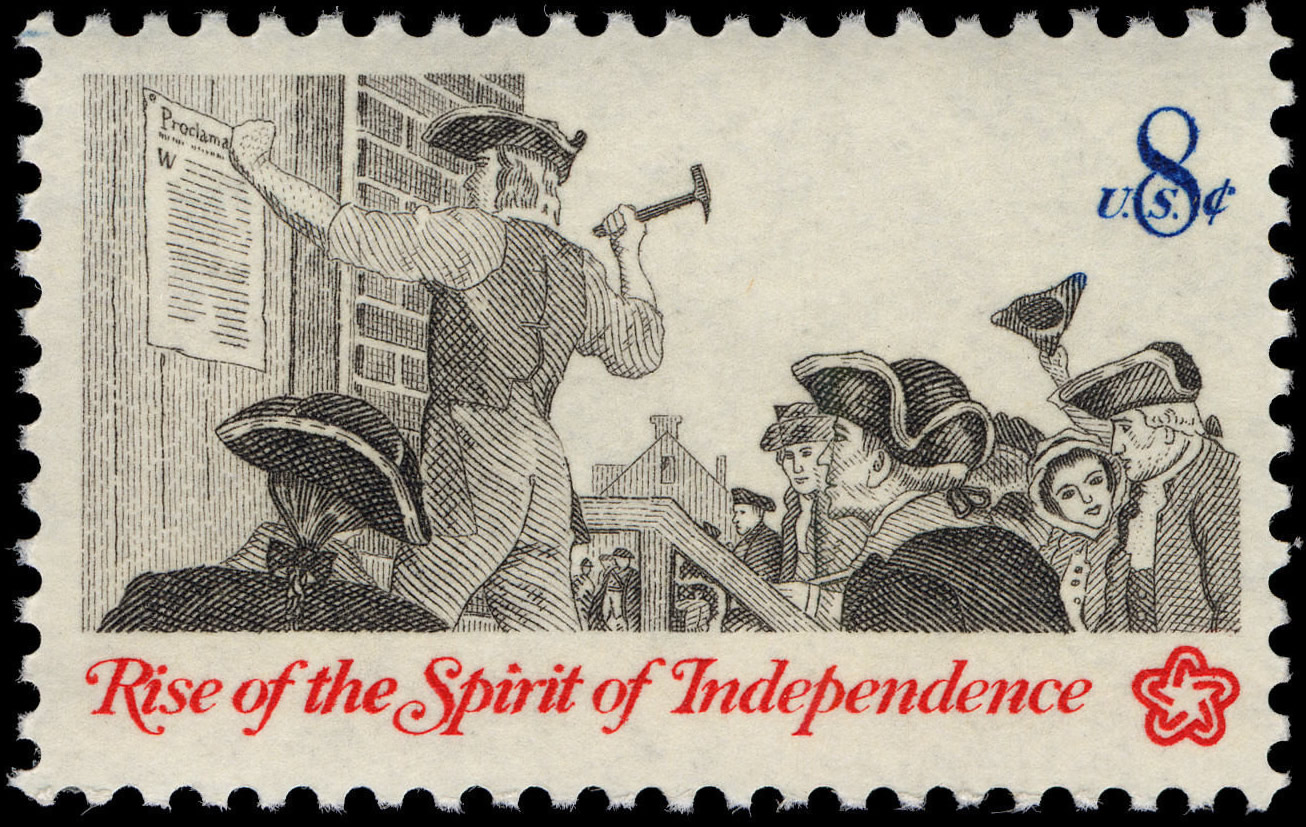
1973 독립 정신의 부상 기념 발행
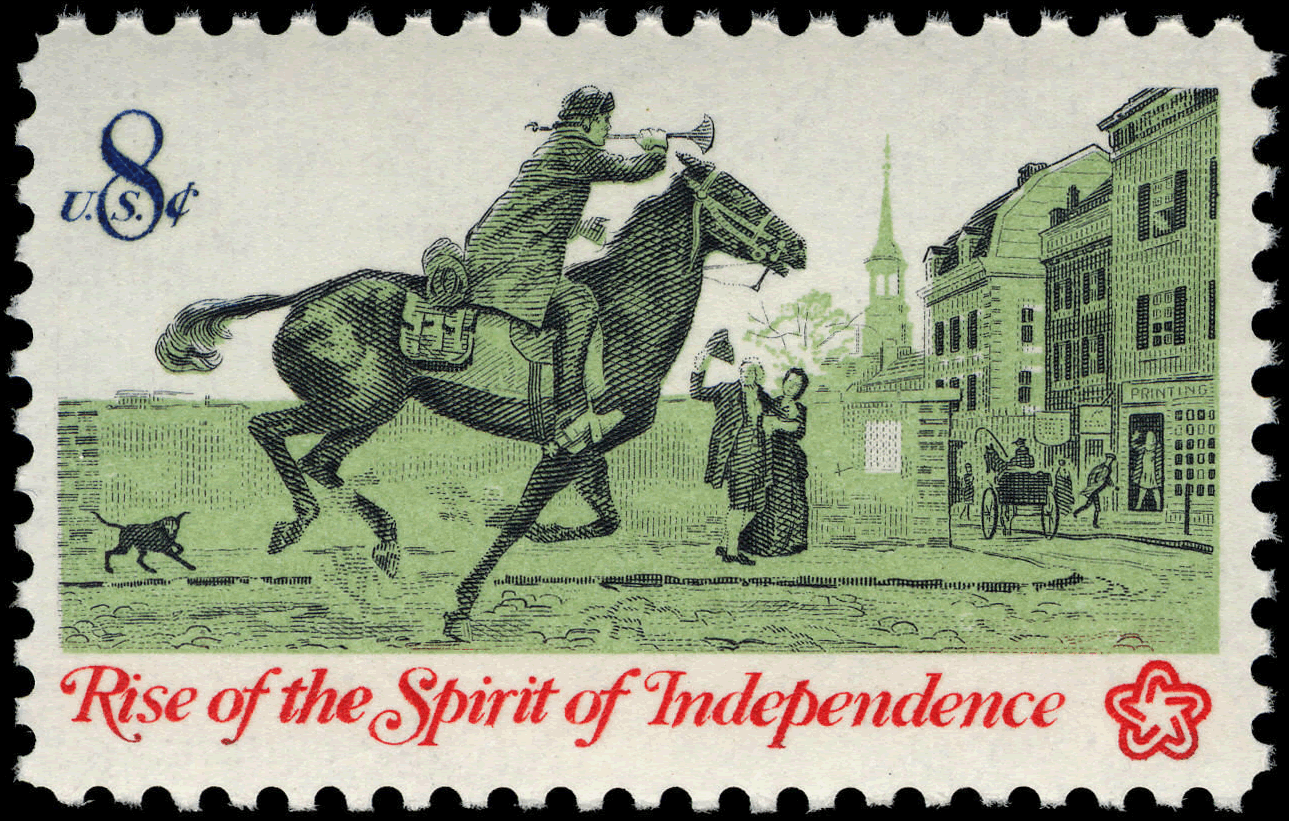
1973 독립 정신의 부상 기념 발행
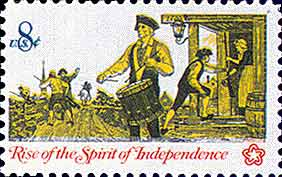
1973 독립 정신의 부상 기념 발행
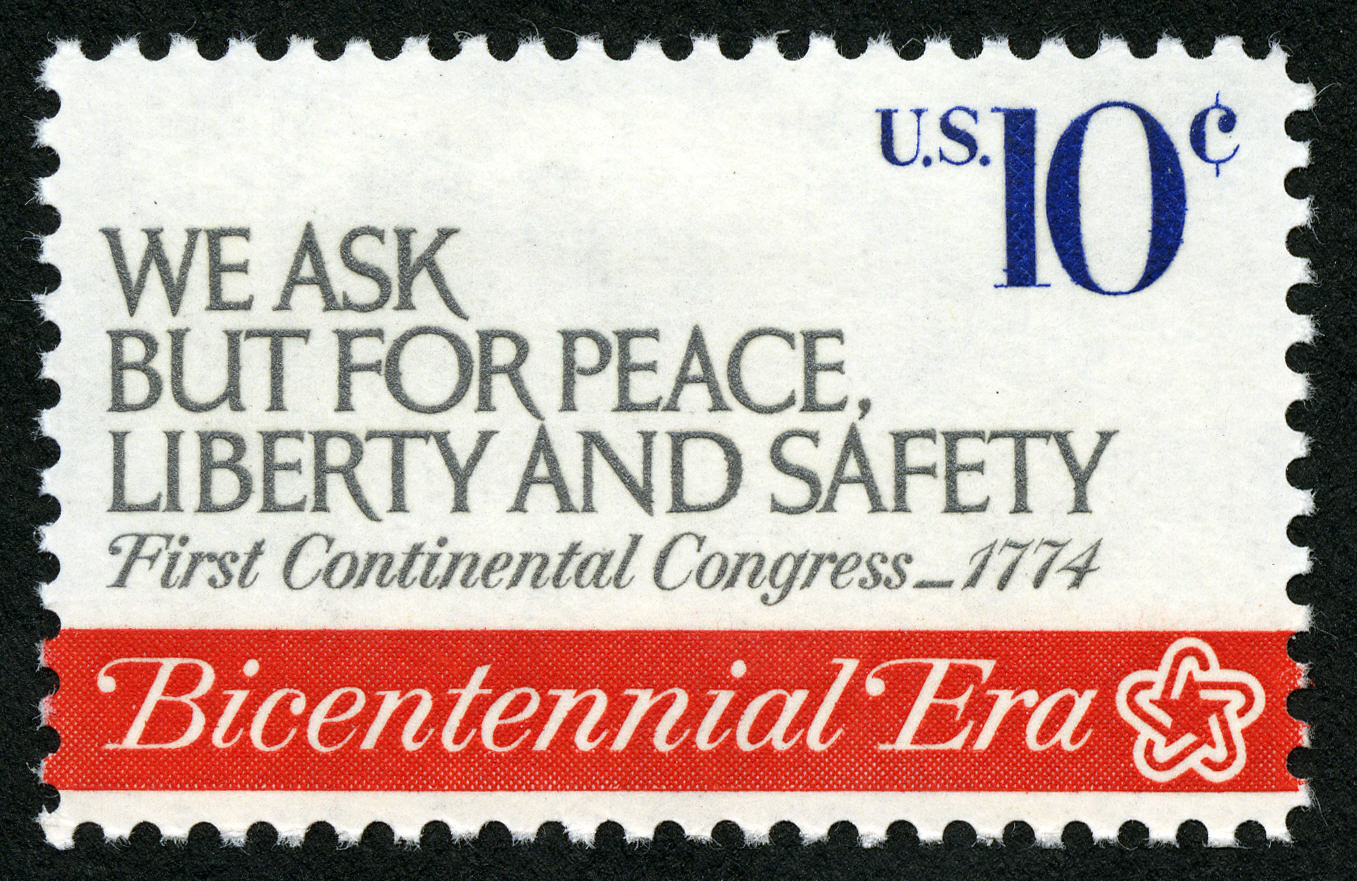
1974 제1차 대륙회의 기념 발행
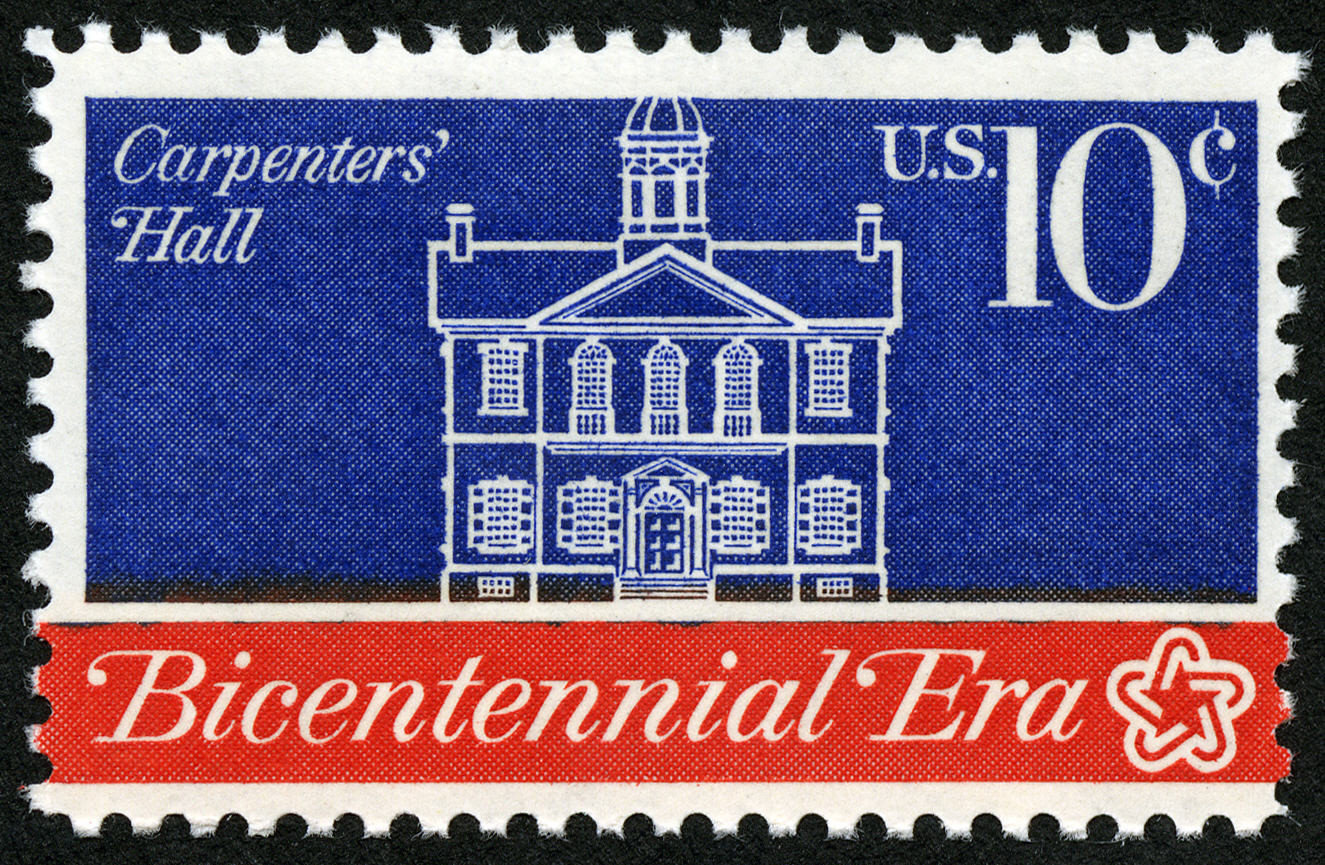
1974 제1차 대륙회의 기념 발행
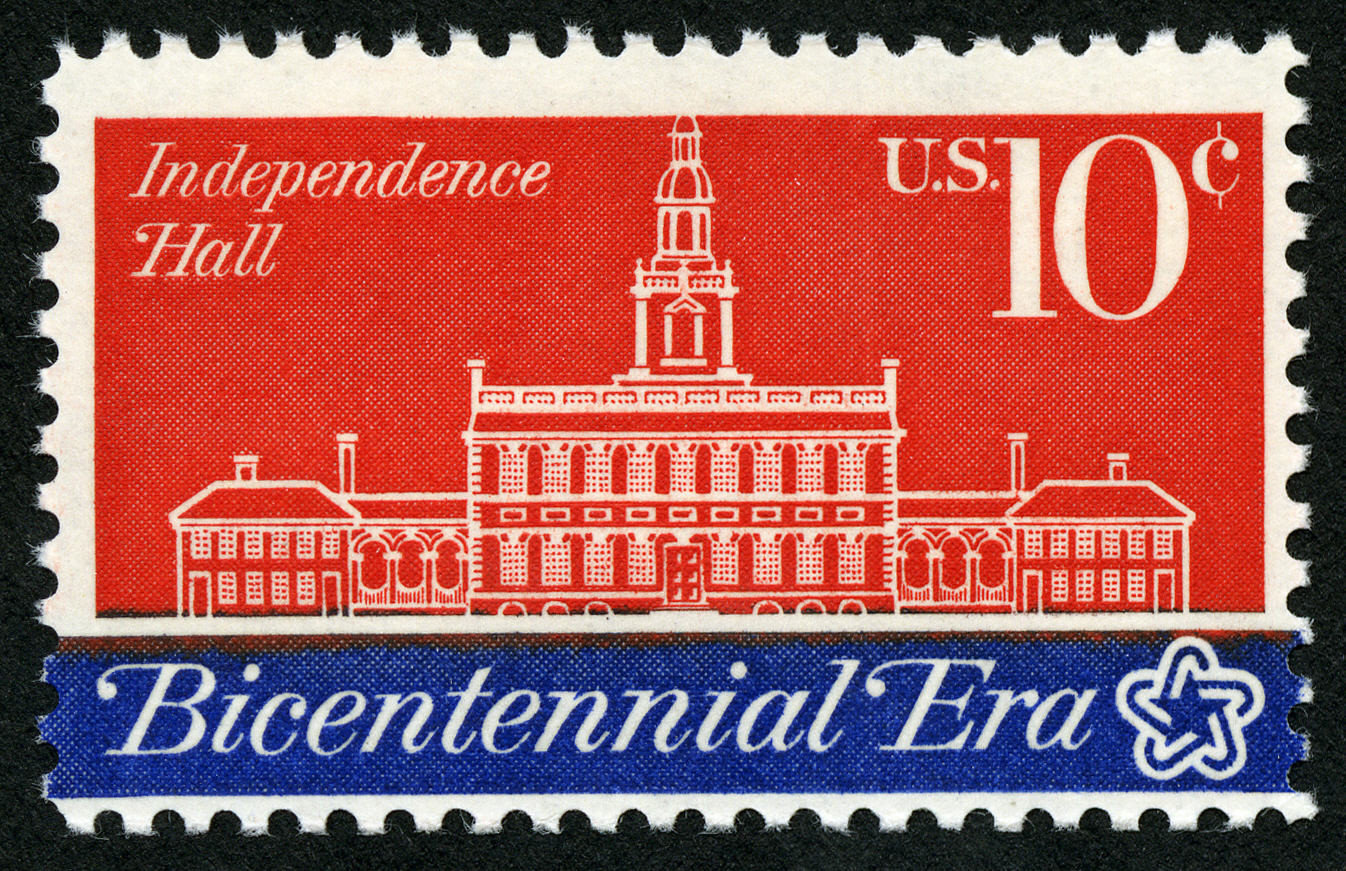
1974 제1차 대륙회의 기념 발행
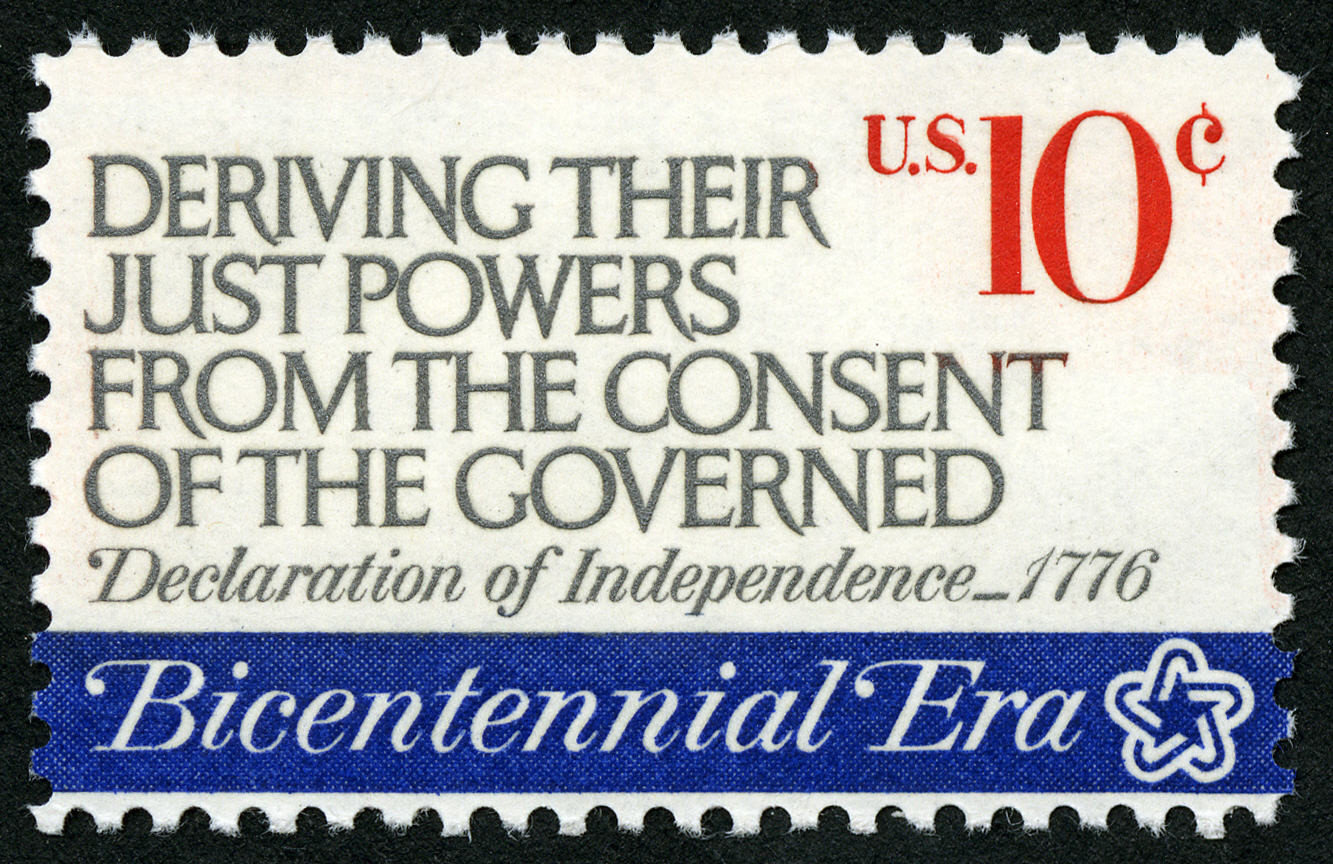
1974 제1차 대륙회의 기념 발행
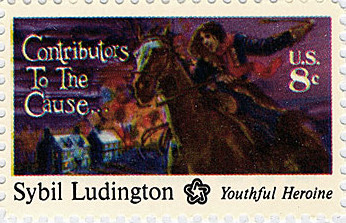
1975 대업에 기여한 인물들 기념 발행
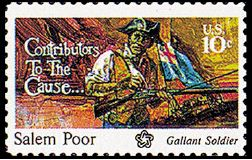
1975 대업에 기여한 인물들 기념 발행
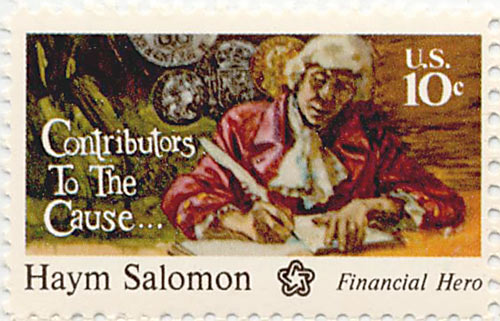
1975 대업에 기여한 인물들 기념 발행
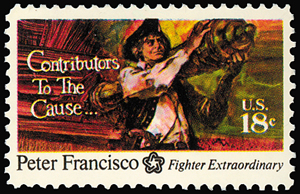
1975 대업에 기여한 인물들 기념 발행
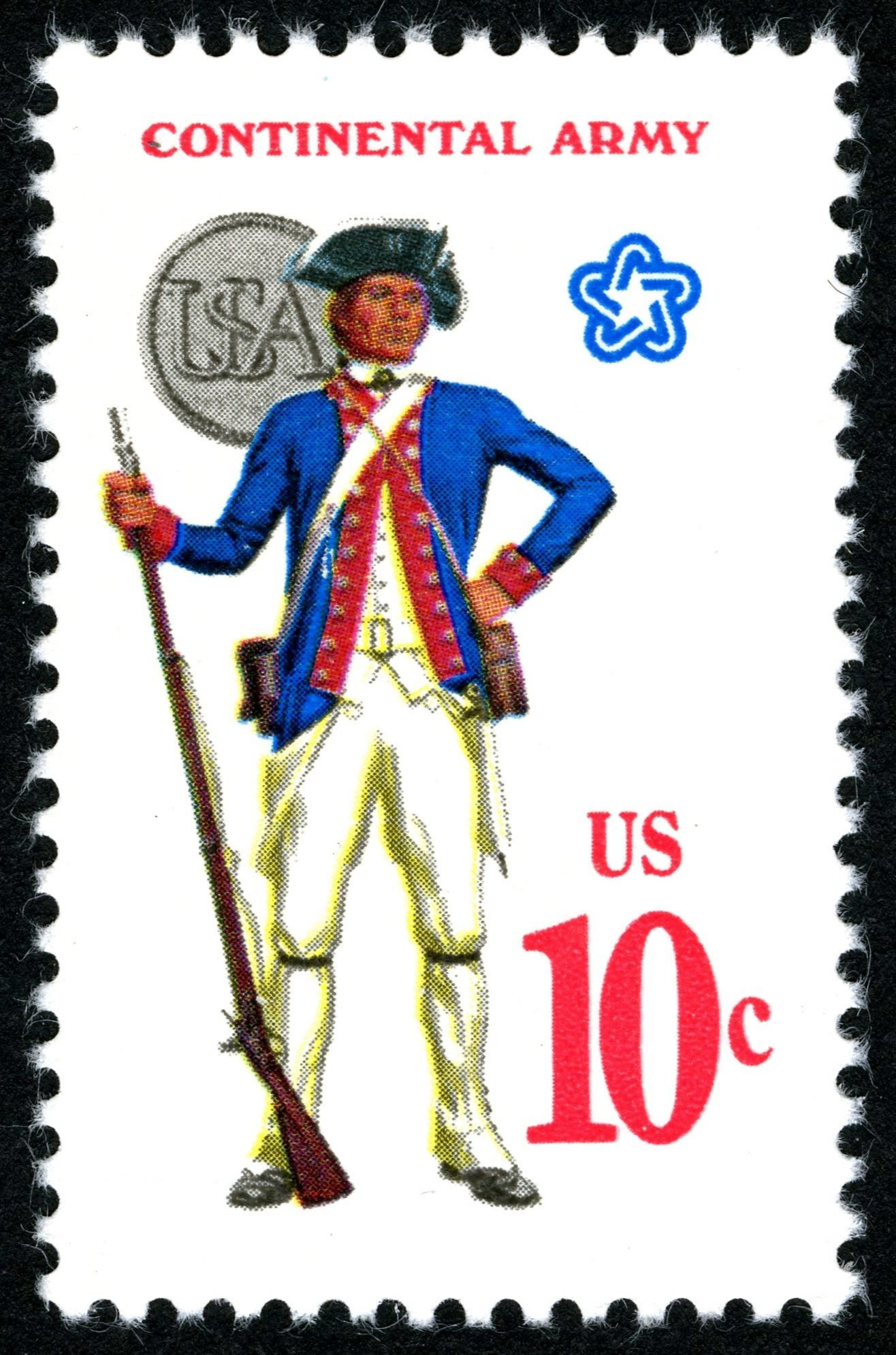
1975 혁명 전쟁 군복 기념 발행
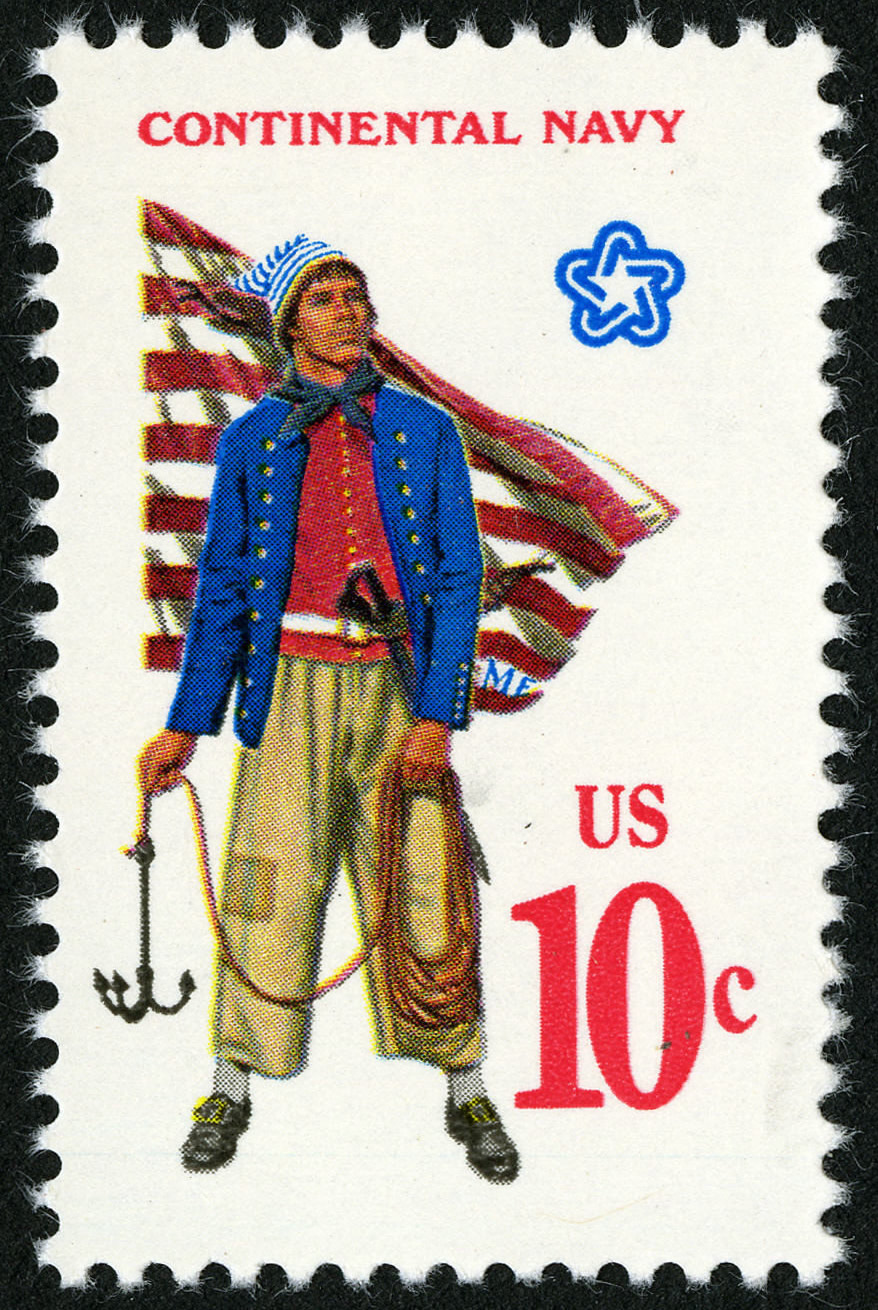
1975 혁명 전쟁 군복 기념 발행
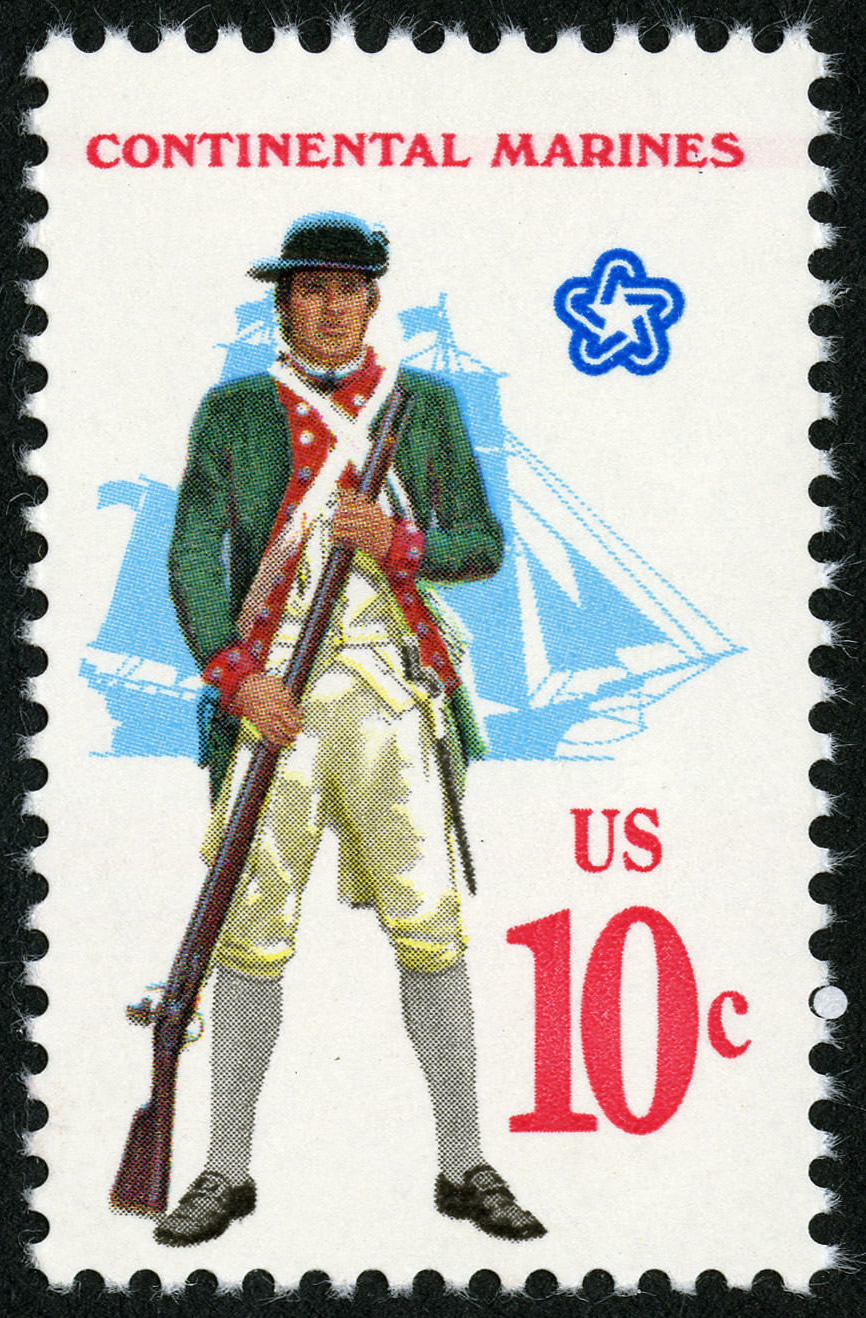
1975 혁명 전쟁 군복 기념 발행
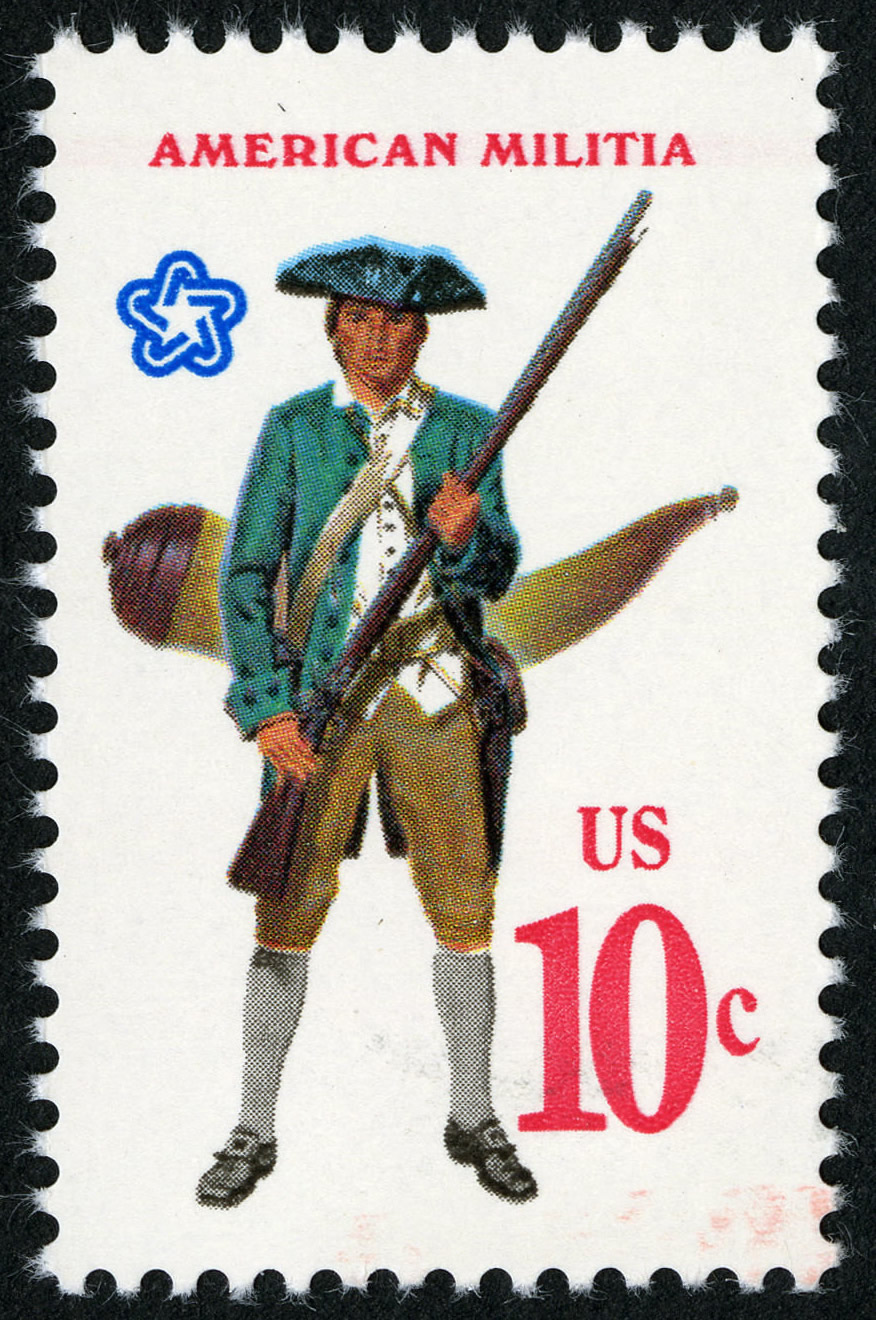
1975 혁명 전쟁 군복 기념 발행
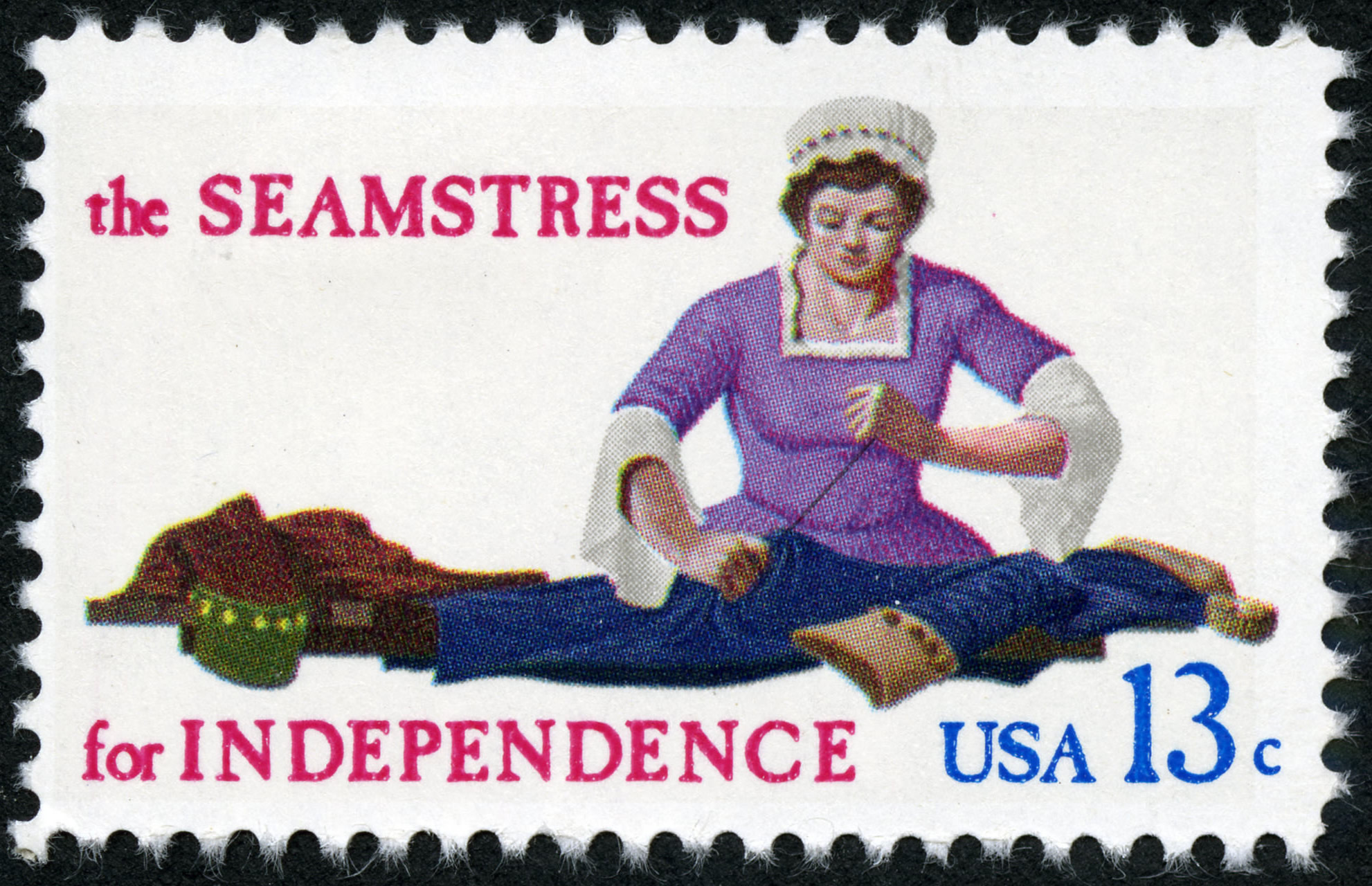
1977 "독립을 위한 숙련된 손" 기념 발행
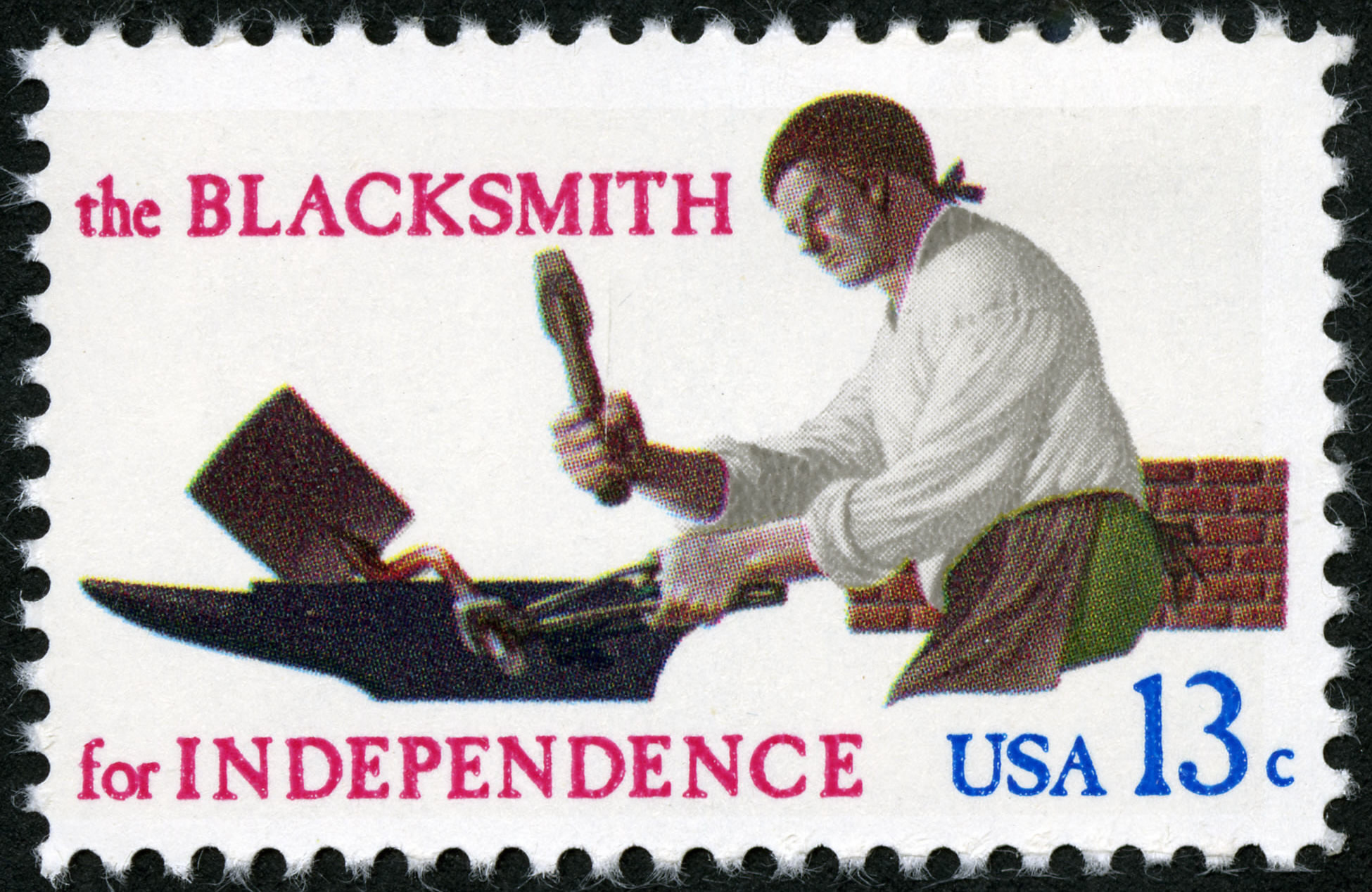
1977 "독립을 위한 숙련된 손" 기념 발행
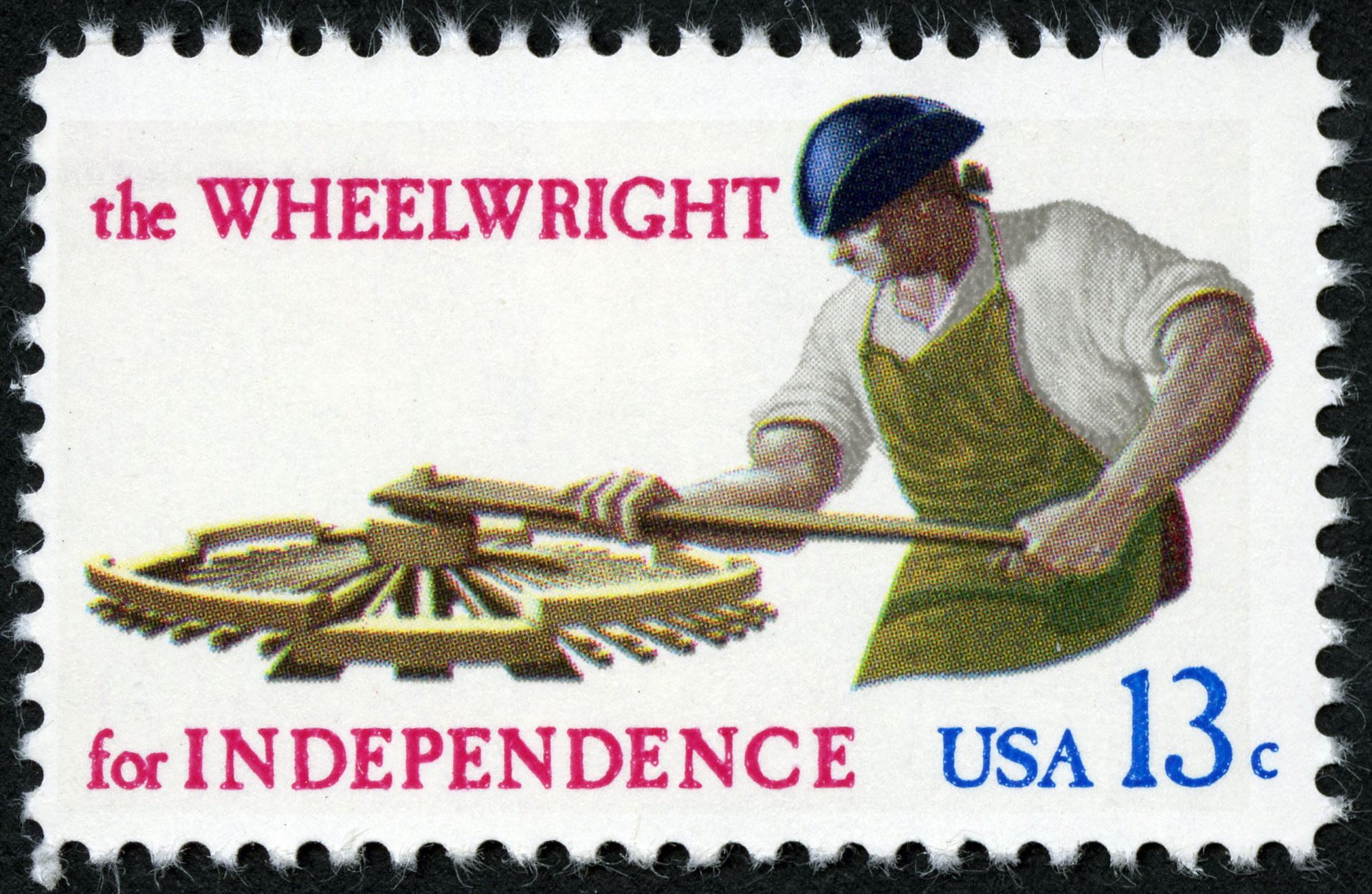
1977 "독립을 위한 숙련된 손" 기념 발행
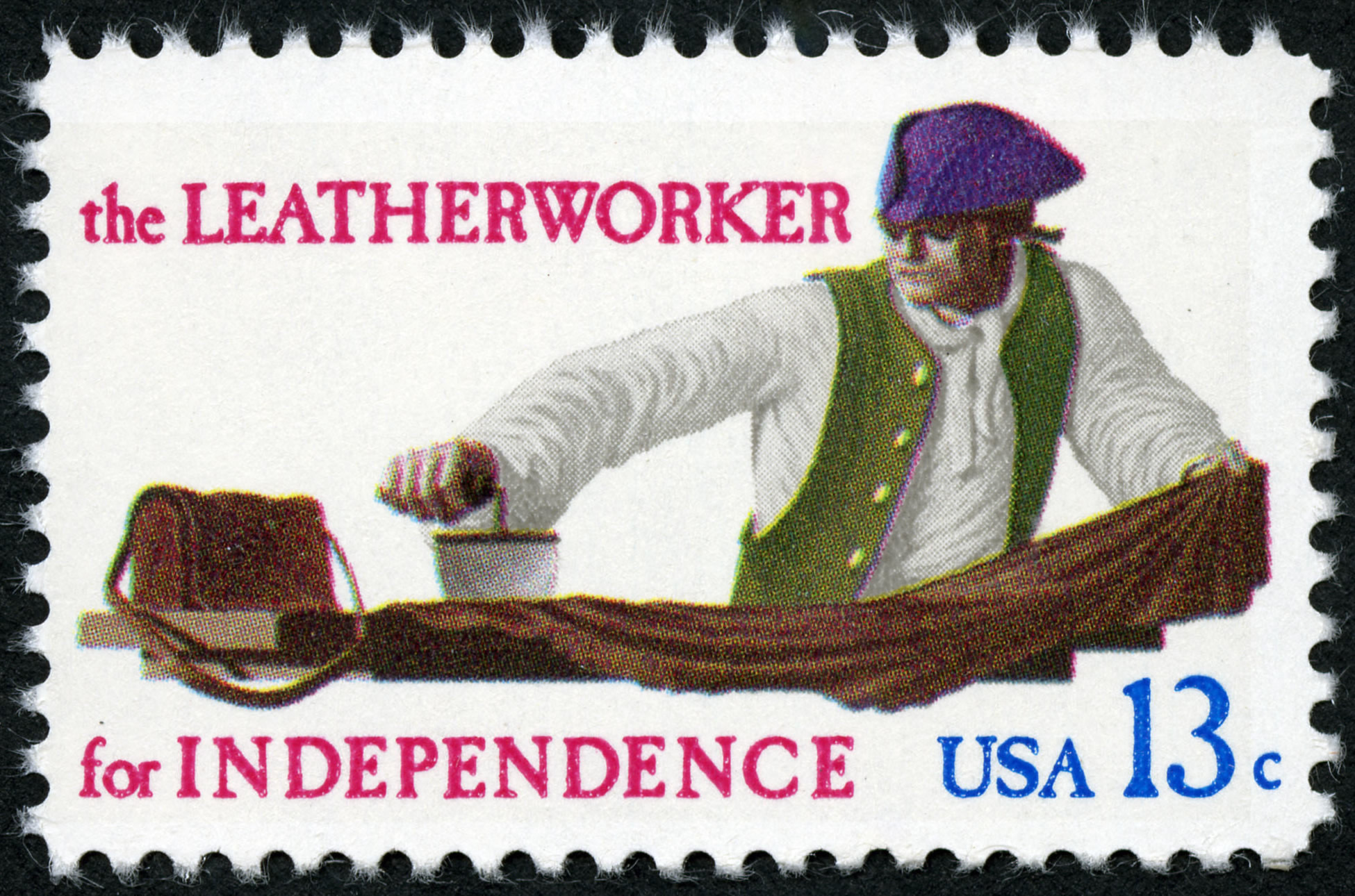
1977 "독립을 위한 숙련된 손" 기념 발행
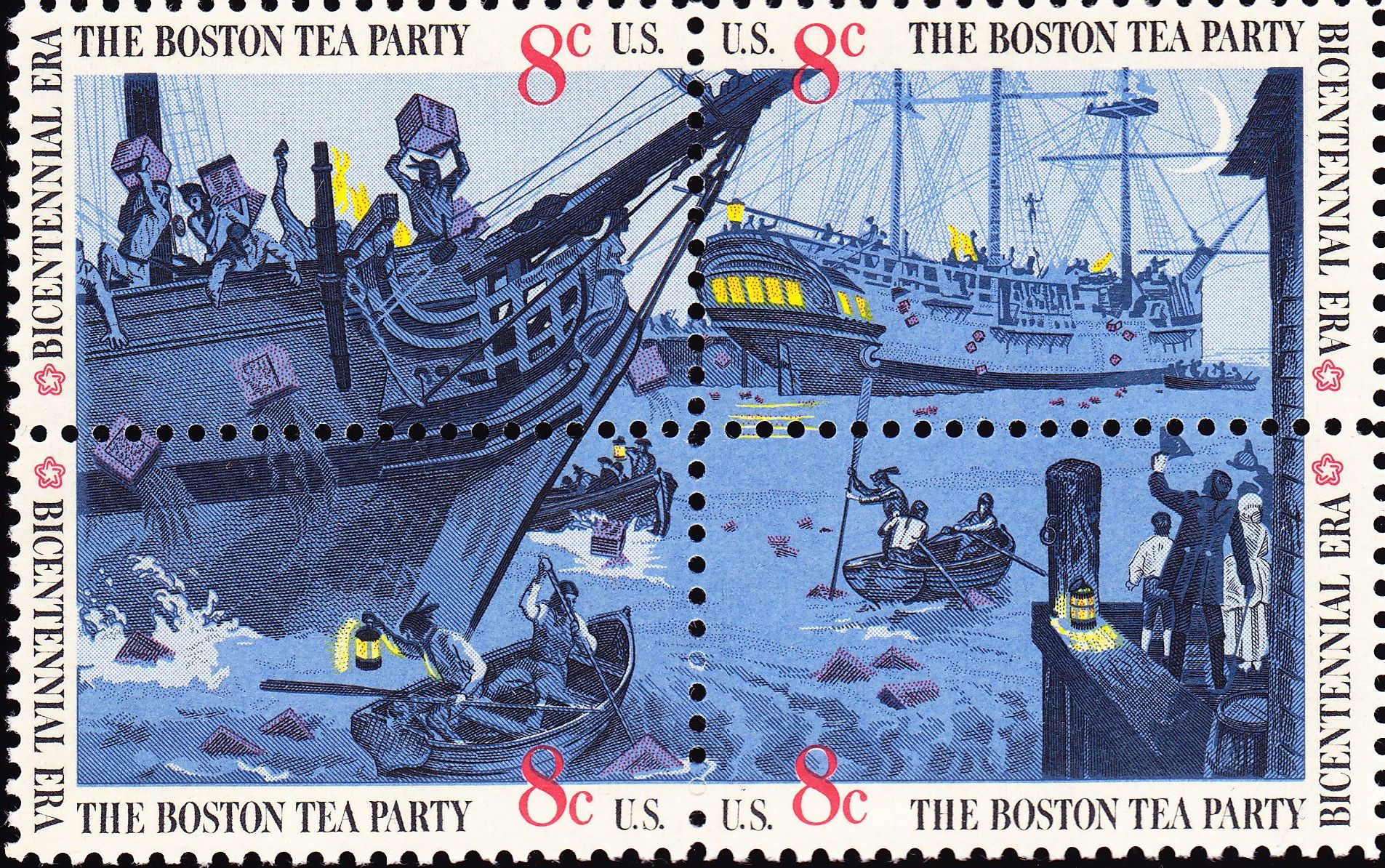
1973 보스턴 차 사건 기념 발행

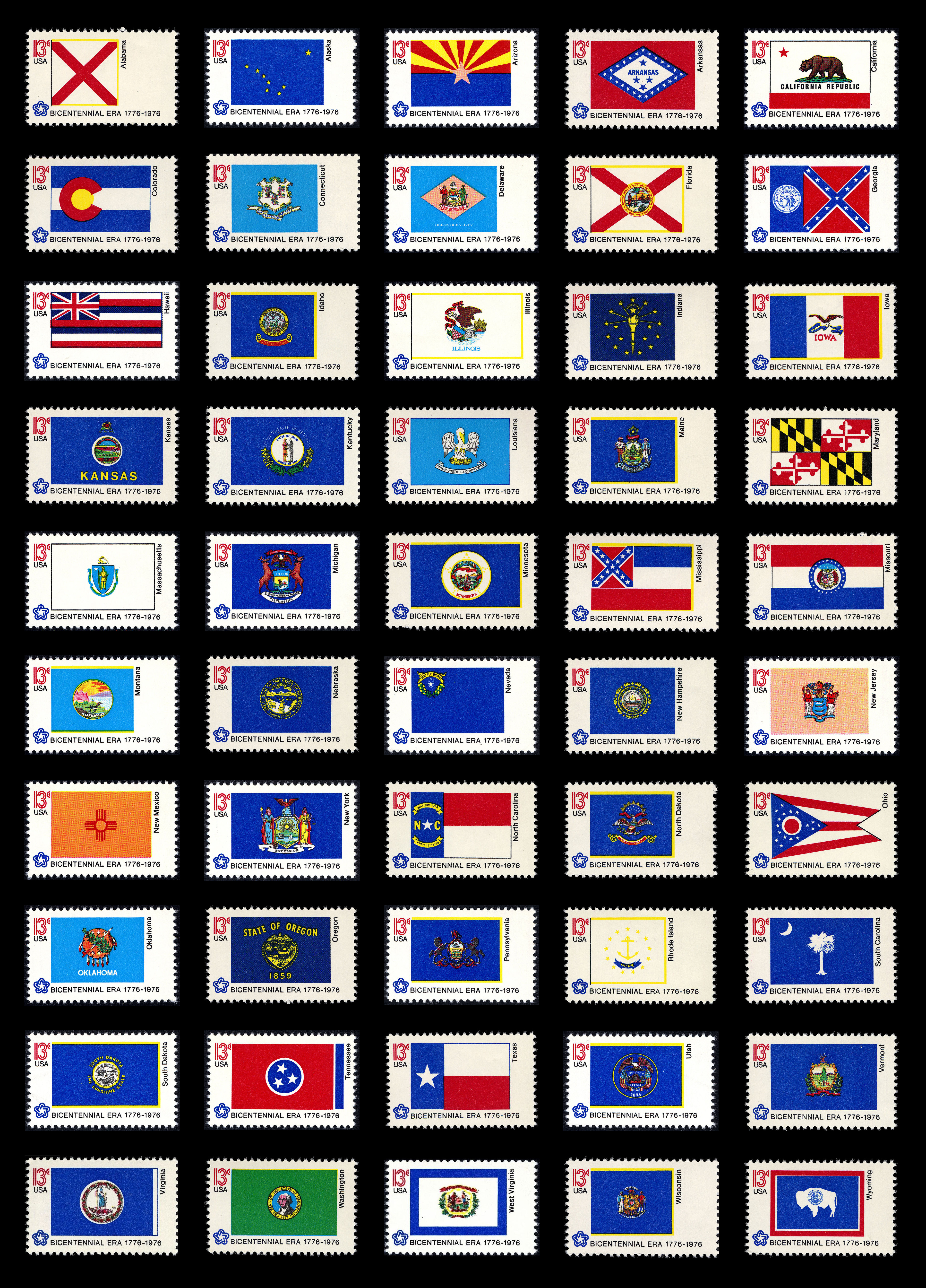
1976 주기 기념 발행

1976년 1월 1일, 잘 알려진 그림을 보여주는 세 개의 우표 세트(Bicentennial 관련 텍스트는 SPIRIT OF 76만 포함)가 발행되었다. 2월 23일에는 주기가 그려진 50개의 우표 한 장이 발행되었는데, 각 우표에는 독립 200주년 로고와 "BICENTENNIAL ERA 1776-1976"이라는 문구가 포함되었다. 5월 INTERPHIL 국제 우표 전시회를 위해 혁명 전쟁 사건을 묘사한 유명한 그림들을 보여주는 4개의 기념 시트가 발행되었다. 이어서 벤저민 프랭클린을 기리는 독립 200주년 기념 우표가 발행되었다.

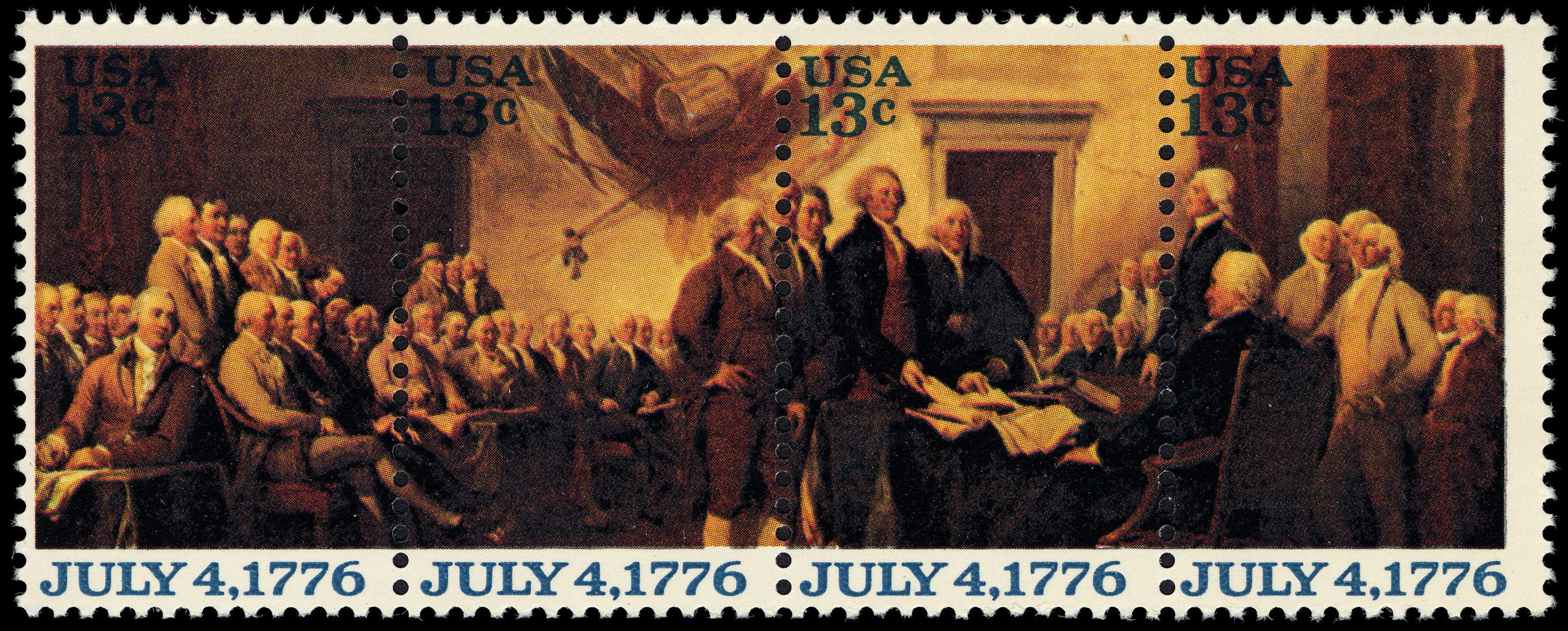
1976 미국 독립선언 기념 발행

원래 미국 우정청은 미국 독립선언 전체를 보여주는 50개 우표 한 장을 추가로 발행할 계획이었다. 그러나 미국 우표 학회가 과도한 우표 발행에 대해 미국 우정청에 "검은 얼룩"을 경고하자 계획은 보류되었다. 대신, 존 트럼불의 독립선언 발표를 보여주는 그림(종종 서명하는 모습으로 오해됨)의 일부를 보여주는 4개의 우표가 7월 4일에 발행되었다(트럼불의 그림 일부는 벙커 힐과 새러토가 발행에도 사용되었다).

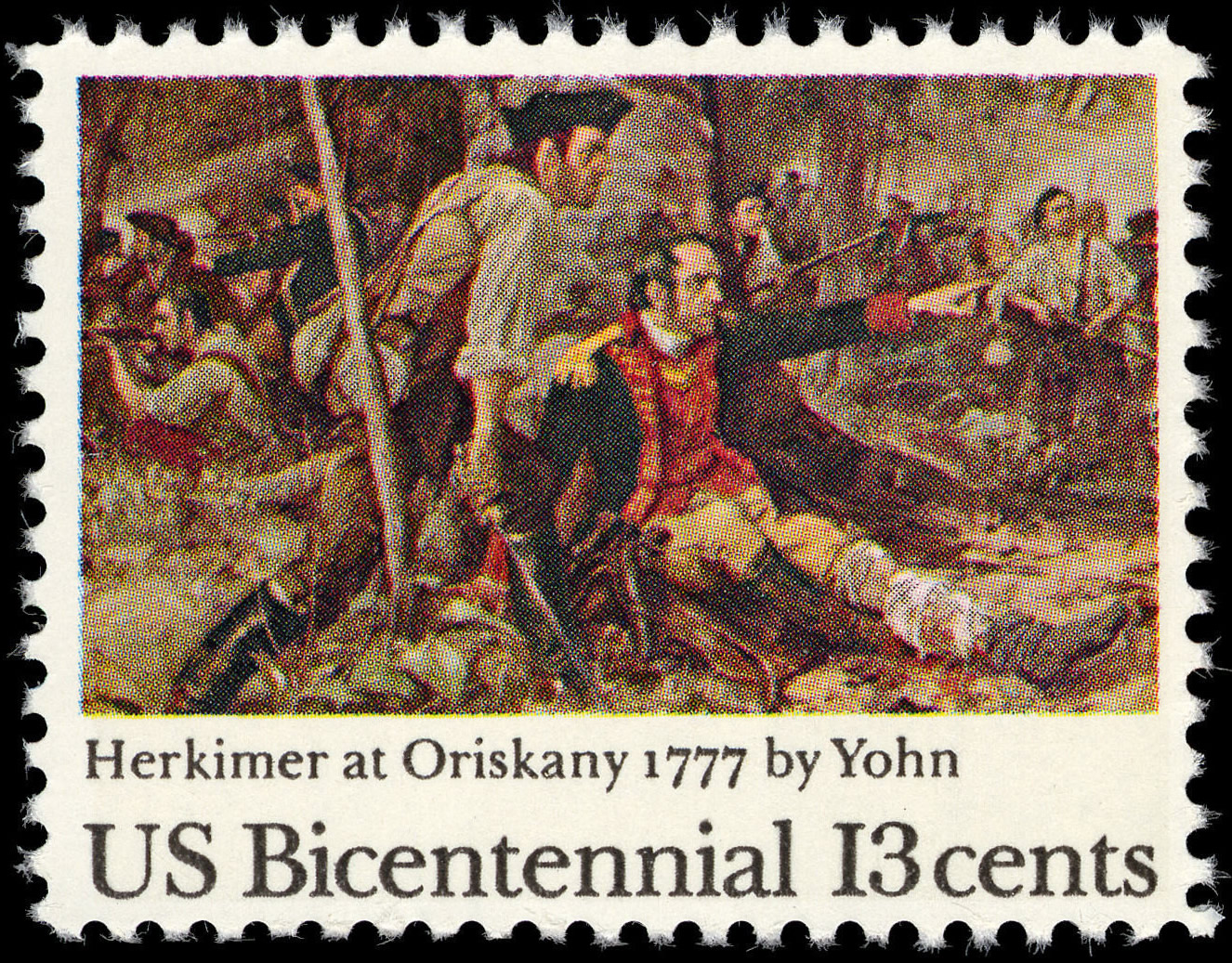
오리스카니 전투를 기념하는 1977년 우표

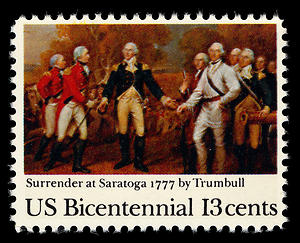
새러토가 항복을 기념하는 1977년 우표

1977년 1월 3일, 워싱턴의 성공적인 프린스턴 전투를 위한 그림 형식의 우표가 발행되었다. 비슷하게 오리스카니 전투와 새러토가 전투를 기념하는 그림 우표가 발행되었다. 7월 4일에는 "독립을 위한 숙련된 손"이라는 문구와 함께 장인들을 기리는 4개의 우표가 발행되었다. 추가 우표는 연합규약과 라파예트의 도착을 기렸다. 그 해의 크리스마스 우표 중 하나는 공식적으로 시리즈의 일부는 아니었지만, 밸리 포지에서 무릎 꿇고 있는 워싱턴을 보여주었다.
1978년경에는 국가가 독립 200주년에 대한 관심을 잃었을 뿐만 아니라, 학교 역사책에서 시민들에게 익숙했던 대부분의 사건들이 이미 200주년을 지났었다. 그 해에는 프랑스 동맹을 기념하는 단 하나의 우표만 발행되었다. 1979년에는 존 폴 존스 (군인)를 묘사한 독립 200주년 기념 우표 한 장이 발행되었다. 다음 우표 발행은 1981년까지 없었고, 그 해에 요크타운 전투를 기념하는 두 개의 우표가 발행되었다. 시리즈의 마지막 우표는 그림 형식으로 파리 조약을 기념하며 1983년에 발행되었다.
많은 종류의 우정용품이 발행되었다. 특히, 미국 우정청은 우정용품 발행이 덜 알려졌지만 중요한 전쟁의 전투들(예: 1781년의 카우펜스 전투)의 200주년을 우표 발행 없이 기념하는 편리한 방법임을 알았다. 대신, 우편엽서가 발행되었다.
시리즈 자체의 일부는 아니지만, 독립 200주년 테마를 가진 다른 발행물들도 많았다. 독립 200주년 시대 내내 표준적인 우편엽서는 존 핸콕과 찰스 톰슨과 같은 그 시대의 인물들을 기렸다. 1976년에 발행된 대량 우편 요금용 7.7센트 코일 스탬프에는 "자유를 위한 북을 울려라, 76년 정신"이라는 문구가 새겨져 있다(북을 묘사함). 봉투, 카드, 항공서간 모두 독립 200주년 테마를 가지고 있었다.